# Hochberg (Naturschutzgebiet, Zollernalbkreis)

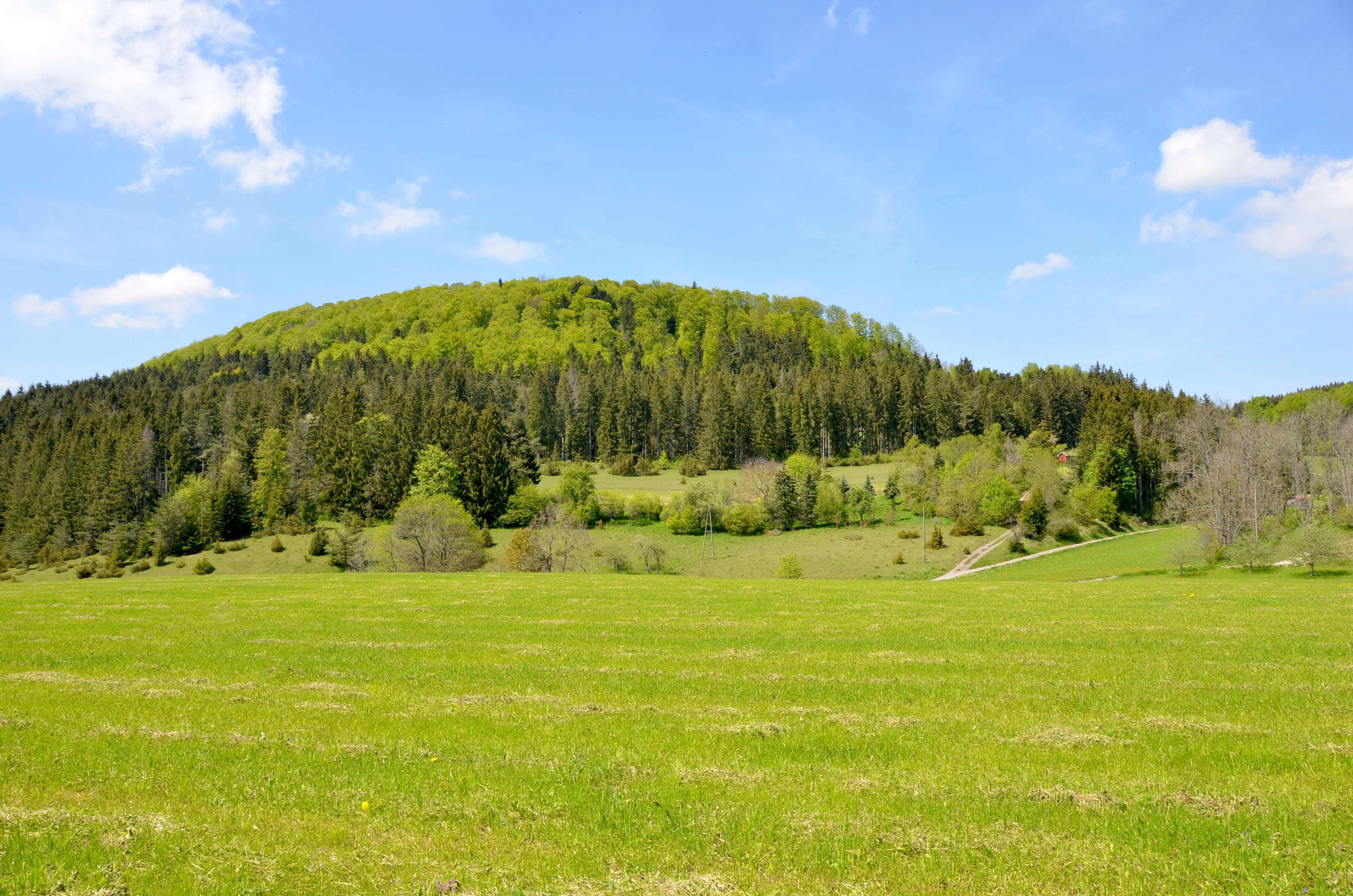
Blick über das LSG Albstadt-Bitz auf das Vogelschutzgebiet Südwestalb und Oberes Donautal und das NSG Hochberg (2019)

Hochberg ist ein mit Verordnung des Regierungspräsidiums Tübingen vom 20. November 1995 ausgewiesenes Naturschutzgebiet mit der Nummer 4.080.

## Lage
Das Naturschutzgebiet befindet sich im Naturraum Hohe Schwabenalb und liegt im Norden von Tailfingen im unteren Teil der Hangzone des 975 m hohen Hochbergs, der auch Burg genannt wird. Es ist sowohl Teil des FFH-Gebiets Nr. 7719-341 Gebiete um Albstadt als auch des Vogelschutzgebiets Nr. 7820-441 Südwestalb und Oberes Donautal. Es ist vollständig umgeben vom Landschaftsschutzgebiet Nr. 4.17.001 Albstadt-Bitz.

## Schutzzweck
Laut Verordnung ist der wesentliche Schutzzweck die Erhaltung, Pflege und Verbesserung eines vielfältig strukturierten Landschaftsteils mit der daran gebundenen extensiven land- und forstwirtschaftlichen Nutzung als Lebensraum für gefährdete und geschützte Pflanzen- und Tierarten sowie als kulturhistorisches Relikt. Von besonderer ökologischer Bedeutung sind hierbei
- die Magerrasen,
- die Feuchtflächen,
- die Einzelbäume und Baumgruppen,
- die Heckenbestände,
- die Saumgesellschaften,
- die Nadelwaldbestände mit der daran gebundenen Bodenvegetation,
- der naturnahe Buchenwald.

Auf Grund der außergewöhnlich großen Vielfalt an verzahnten und miteinander vernetzten Biotopstrukturen stellt das Gebiet in seiner Gesamtheit einen bedeutenden Lebensraum für Kleintiere und Pflanzen dar. Es weist insbesondere seltene Schmetterlings-, Käfer-, Spinnen- und Orchideenarten auf.

## Geschichte
Teile des Hochbergs standen bereits seit 1980 unter Naturschutz, während der Rest des heutigen Naturschutzgebiets zum Landschaftsschutzgebiet Albstadt-Bitz gehörte. Mit der Gebietserweiterung von 1995 trat die Verordnung von 1980 außer Kraft.

## Flora und Fauna
Die Artenvielfalt des Schutzgebiets zeigt sich in den bislang hier gefundenen 131 Pflanzen- und 219 Tierarten. An auffälligen Blütenpflanzen finden sich u. a. Orchideen und Enziane. Besonders erwähnenswert ist hier die Orchideenart Kriechendes Netzblatt. Im Gebiet kommt die Saat-Esparsette in großen Beständen vor. Die Raupe des vom Aussterben bedrohten Weißdolch-Bläulings ernährt sich ausschließlich von dieser Pflanze. Im Gebiet finden sich auch die stark gefährdeten Schmetterlingsarten Wegerich-Scheckenfalter und Quendel-Ameisenbläuling.